# Predrag Filipović (voetballer)
Predrag Filipović (Servisch: Предраг Филиповић) (Podgorica, 12 januari 1975) is een Belgische voetballer van Servisch-Montenegrijnse origine.
Filipović begon zijn professionele voetbalcarrière bij Proleter Zrenjanin, waar hij in het seizoen 1996-1997 31 keer speelde. Na 13 wedstrijden in het daaropvolgende seizoen stapte hij over naar FK Obilić, waar hij na anderhalf seizoen en slechts 10 gespeelde wedstrijden vertrok om zijn geluk te beproeven in België bij Eendracht Aalst, waar hij huwde met de dochter van de clubsponsor De Smaele Glaswerken. In Aalst kwam Filipović meer aan bod en in 2 seizoenen kwam hij tot 56 wedstrijden. Na één seizoen bij Lommel SK, waar hij 27 wedstrijden speelde, trok de Nederlandse club Roda JC hem aan en in Kerkrade werd de verdediger een vaste waarde. In 3 seizoenen (van 2002-2003 tot 2004-2005) kwam Filipović liefst 101 maal in actie. Na 12 wedstrijden in de eerste helft van het seizoen 2005-2006 vertrok Filipović naar Lokeren. Vanaf het seizoen 2007-2008 speelde hij voor FCV Dender EH. Tijdens de winterstop van het seizoen 2008-2009 keerde Filipović terug naar Eendracht Aalst. Nadien was hij tot 2019 actief als voetballer in België bij de Oost-Vlaamse derdeprovincialer FC Doggen uit Erembodegem bij Aalst waarmee hij in het seizoen 2015-2016 promoveerde vanuit Vierde Provinciale. Sinds 2023 is hij actief als T2 bij Eendracht-Nieuwerkerken.